# Sistema Tychonico

Nesta representação do sistema Tychonico, os objetos em órbitas azuis (a lua e o Sol) giram em torno da Terra. Os objetos em órbitas laranja (Mercúrio, Vênus, Marte, Júpiter e Saturno) giram em torno do Sol. Em torno de tudo há uma esfera de estrelas fixas.

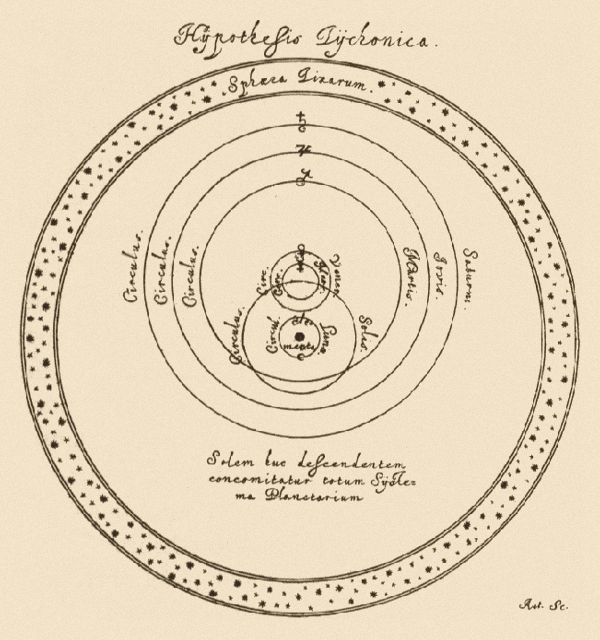
Sistema Tychonico

O sistema Tychonico (ou sistema Tychoniano) era um modelo do Sistema Solar publicado por Tycho Brahe no fim do século XVI que combinou o que ele viu como os benefícios do sistema Copernicano com os benefícios filosóficos e físicos do sistema Ptolemaico (geocentrismo). O modelo pode ter sido inspirado por Paul Wittich, um matemático e astrônomo silesiano. Um modelo geoheliocêntrico similar também foi proposto por Nilakantha Somayaji da escola Kerala de astronomia e matemática.
Essencialmente é um modelo geocêntrico, com a Terra no centro do Universo, no qual o Sol e a Lua giram em torno da Terra, e os outros cinco planetas giram em torno do Sol. Pode ser demonstrado através de um argumento geométrico que os movimentos dos planetas e do Sol em relação à Terra no sistema Tychonico são equivalentes aos movimentos no sistema copernicano.